# Норман Шварцкопф
Х. Норман Шварцкопф (енгл. H. Norman Schwarzkopf; Трентон, 22. август 1934 — Тампа, 27. децембар 2012) био је генерал Војске Сједињених Држава који је као командант Централне команде Сједињених Држава служио као командујући коалиционих снага у Заливском рату 1991.

## Детињство и младост
Норман Шварцкопф је рођен у Трентону, Њу Џерзи као син Рут Елис (рођена Боуман) и Херберта Нормана Шварцкопфа. Његов отац је служио у Америчкој војсци пре него што је прешао у полицију Њу Џерзија, где је био главни истражитељ у чувеној отмици Линдбергове бебе, али се вратио у војску где је дошао до чина генерал-мајора. Јануара 1952, у Шварцкопфовој крштеници измењено је име у Х. Норман Шварцкопф. Његове везе са Персијским заливом су настале врло рано. 1946, кад је имао 12 година, породица се придружила оцу који је био стациониран у Техерану, где је учествовао у операцији Ајакс.

## Формално образовање
Након што је похађао Војну академију Вали форџ, Шварцкопф, војничко дете, се уписао на Војну академију Сједињених Држава, где је дипломирао 43. у класи 1956. године са титулом бачелора. Такође је похађао и Универзитет Јужне Калифорније, где је стекао звање мастера из области механике 1964. Област у којој се специјализовао је развој вођених ракета, што је био програм који је Универзитет у Јужној Калифорнији развијао са војском Сједињених Држава, и који је укључивао подједнако аеро-наутичко и механичко образовање. Касније је похађао и Ратни колеџ Сједињених Држава.

## Војна каријера
Након дипломирања на Вест поинту стекао је чин потпоручника. Прошао је кроз напредну пешадијску и ваздушно-десантну обуку у Форт Бенингу. Био је вођа вода и служио је као извршни официр 2. ваздушно-десантне борбене групе 187. ваздушно-десантног пешадијског пука у Форт Кембелу, Кентаки. Након тога је био ађутант у Берлинској бригади 1960. и 1961, што је био кључни период у историји овог подељеног града (Берлински зид је подигнут само недељу дана након што је напустио град). 1965, након што је завршио дипломске студије на Универзитету у Јужној Калифорнији, Шварцкопф је служио на Вест поинту као инструктор у одсеку за механику.